# ديك ستوكتون (تنس)
ديك ستوكتون (بالإنجليزية: Dick Stockton)‏ مواليد 18 فبراير 1951 في نيويورك، هو لاعب كرة مضرب أمريكي سابق بدأ مسيرته كمحترف سنة 1971 وكان يلعب باليد اليمنى، اعتزل اللعب في 1986. كما أنه أحد أبطال الجراند سلام. أعلى تصنيف له في الفردي كان المركز الـ 8 في سنة 1977.

## روابط خارجية
- ديك ستوكتون على موقع رابطة محترفي التنس (الإنجليزية)
- ديك ستوكتون على موقع الاتحاد الدولي لكرة المضرب (الإنجليزية)
- ديك ستوكتون على موقع كأس ديفيز (الإنجليزية)
- ديك ستوكتون على موقع خلاصة التنس.كوم (الإنجليزية)